# Georges Claes (Radsportler, 1949)
Georges Claes (* 1. Juni 1949 in Zonhoven; † 8. Februar 2010 in Genk) war ein belgischer Radrennfahrer und nationaler Meister im Radsport.

## Sportliche Laufbahn
Claes war als Bahnradsportler und auf der Straße aktiv, er hatte 1963 mit dem Radsport begonnen. 1970 gewann er die nationale Meisterschaft in der Mannschaftsverfolgung gemeinsam mit Gérard Vandereyt, Jean Lindekens und Roger Loysch. Claes wurde Meister im 1000-Meter-Zeitfahren vor Raphaël Constant. Im Frühjahr konnte er zwei Halbetappen und eine Etappe der Algerien-Rundfahrt für sich entscheiden.
Von 1971 bis 1974 war er als Berufsfahrer aktiv, immer in belgischen Radsportteams. Größere Erfolge blieben aus, er gewann einige Kriterien in seiner Heimat. Zum Ende der Saison 1974 beendete er seine Laufbahn.